# سودا (کتاب)
سودا (به یونانی: Σοῦδα) دانشنامهٔ بزرگ بیزانسی، مربوط به قرن دهم میلادی است که در مورد دنیای مدیترانه باستان است. سابق بر این، تالیف این دانشنامه را به سویداس نسبت می دادند.
دانشنامه سودا، دانشنامه ای واژگانی است که دارای ۳۰٬۰۰۰ مدخل به زبان یونانی است. تعدادی تصویر از منابع کهن نیز در کتاب موجود بوده که از بین رفته است. مطالب این دانشنامه از منابع مسیحی قرون وسطی اخذ شده است.
واژه سودا از واژه یونانی بیزانسی souids به معنای دژ یا قلعه نظامی مشتق شده است. نام دیگر این کتاب سویدا است ریشهٔ آن در این است که اوستاتیوس که به غلط می‌پنداشت، سویدا نام مؤلف این دانشنامه است.